# Proeliator proprius
Proeliator proprius är en stekelart som beskrevs av Rossem 1982. Proeliator proprius ingår i släktet Proeliator och familjen brokparasitsteklar. Arten är reproducerande i Sverige. Inga underarter finns listade i Catalogue of Life.